# SCMS
Serial Copy Management System (SCMS) je systém, který byl vyvinut kvůli ochraně autorských práv k hudebním dílům na digitálních záznamových médiích. Jeho použití v digitálních rekordérech (DAT, DCC, Minidisk, CD-R/RW) bylo podmíněno organizací RIAA, aby nebránila soudními žalobami prodeji digitálních záznamových zařízení pro domácí použití na americkém trhu.

## Okolnosti vzniku SCMS
V osmdesátých letech 20. století ovládl trh s hudebními nosiči formát CD, který splňoval i náročné požadavky audiofilské veřejnosti na věrnost zvuku. Současně s ním vyvíjeli výrobci spotřební elektroniky (Sony) systém, který by umožňoval pořízení digitální nahrávky ve srovnatelné kvalitě. Nahrávací společnosti sledovaly tento vývoj s obavami, že možnost bezeztrátového digitálního kopírování povede k masovém nárůstu nelegálních kopií a hudebního pirátství. Proto chtěly prosadit, aby vyvíjený systém digitálních magnetofonů R-DAT nebyl kompatibilní s CD. V roce 1987 firma Sony představila model DTC-1000ES, prvního zástupce R-DAT, který byl schopen pořídit digitální záznam kvalitativně srovnatelný s CD. Tento model však díky restrikcím nemohl nahrávat z digitálních výstupů CD přehrávače, neboť mohl používat pouze vzorkovací kmitočet 48 kHz. Teprve v dalších letech došlo k dohodě mezi výrobci spotřební elektroniky a autorskými svazy, která umožnila použití shodné vzorkovací frekvence jako u CD (44,1 kHz), ale pod podmínkou implementace obvodu, který dovolí pořídit digitální cestou pouze kopii první generace. První magnetofon R-DAT se systémem SCMS byl model Sony DTC-55ES (v USA prodávaný pod názvem DTC-75ES).

## Princip činnosti SCMS
SCMS vyhodnocuje data v subkódu, který je obsažen v signálu přicházejícího na digitální vstup (S/PDIF, TOSLINK). Ten obsahuje mj. kontrolní bity, které nesou informaci o ochraně proti kopírování. V případě originální nahrávky (pořízené např. přes mikrofon nebo analogový vstup) bude hodnota obou bitů nulová (00); systém proto dovolí pořízení digitální kopie, a současně provede zápis jedničky - informace v subkódu bude (10). Hodnota (10) znamená, že je rovněž možné pořídit digitální kopii. Tuto hodnotu obsahují i originální CD. Po dalším zápisu jedničky však bude informace v subkódu (11) znamenat zákaz dalšího digitálního kopírování.